# Dórdia Viegas de Ribadouro
Dórdia Viegas de Ribadouro (m. c.1150), foi uma rica-dona portuguesa, e senhora de importantes honras, como a de Lalim, que, através do seu casamento, foram herdadas pelos Sousas.

## Primeiros anos
Elvira era filha do célebre Egas Moniz, o Aio, e da sua segunda (ou única) esposa, Teresa Afonso de Celanova, sendo provavelmente das filhas mais novas do prócere, tendo em conta a datação tardia do seu aparecimento na corte e inclusive da sua morte.
Deveria ser ainda muito jovem aquando da morte do seu pai, em agosto de 1146. Até então a família havia sido das mais influentes de então na corte portuguesa: o seu pai havia sido o aio do então Rei de Portugal, Afonso Henriques, e os filhos mais velhos, Lourenço e Afonso, provavelmente criados em conjunto com o próprio monarca, desfrutavam de uma relação bastante próxima com o mesmo.

### Testamento paterno
Aquando da morte de Egas Moniz, os irmãos regressariam provavelmente da corte para dividir os bens do pai com a mãe. Ao seu irmão Lourenço, Egas passara a honra de Fonte Arcada, os cargos curiais (tenente de Lamego), o títulos de “conde” e senhor de Neiva e ainda a responsabilidade de ajudante na governação do reino. A Afonso o seu pai doou, de entre várias posses, as suas honras de Resende, Alvarenga e Lumiares; a Soeiro, couberam as honras de Vila Cova e Fontelo. A si, a honra de Lalim, e às suas irmãs Elvira e Urraca, couberam respetivamente as honras de Britiande e Mezio.. Dado que os filhos mais novos eram provavelmente menores, a sua mãe Teresa ter-se-á encarregado do governo das honras que lhes couberam.

## Casamento
Apesar de não surgir com muita frequência na documentação, conhecem-se dados importantes sobre esta donaː sabe-se, por exemplo, que desposou um dos grandes magnates portugueses do tempo, Gonçalo Mendes de Sousa, de quem teve duas filhas. 
Por casamento, Dórdia passou toda a sua herança para os Sousãosː a herança do pai incluía não só a honra de Lalim, mas também as de Ribelas, Várzea da Serra e parte do couto de Argeriz, partilhada aliás com os seus irmãos.
A 30 de janeiro de 1145, quando esta faz, à semelhança de outros familiares, uma doação ao Mosteiro de Paço de Sousa, que constava de dois casais em Vila Chã e um em São Félix da Marinha(concelho de Vila Nova de Gaia), três casais em Murracezes (Grijó, Vila Nova de Gaia) e quatro em Lalim (Lamego), além de cem moios entre pão e vinho, duas vestimentas de linho, uma estola de pano, uma acítara e uma capa grecisca. Esta é, no entanto, a última notícia da dona.

## Morte e posteridade
Em meados de 1159, Dórdia já não figura na doação que a mãe faz com todos os filhos vivos ao Mosteiro de Salzedas, pelo que deve ter falecido provavelmente entre 1145 e 1150. Poderá ter-se sepultado, como o seu pai, no Mosteiro de Paço de Sousa, pois a sua mãe, à provável data da sua morte, não havia ainda fundado o salzedense, onde não deixou aniversário necrológico. 
Não chega, portanto, a vender, como vários dos seus irmãos o fariam mais tarde, a sua parte do couto de Argeriz ao Mosteiro de Salzedas, tarefa que viria a ser desempenhada por uma das suas filhas, Elvira Gonçalves de Sousa, por volta de 1161, já, portanto, depois da sua morte.

## Matrimónio e descendência
Dórdia desposou, antes de 1145, Gonçalo Mendes de Sousa,  filho de Mendo Viegas de Sousa e Teresa Fernandes de Marnel, de quem teve:
- Teresa Gonçalves de Sousa[6], casada com Vasco Fernandes de Soverosa, filho de Fernão Peres, o Cativo.
- Elvira Gonçalves de Sousa[6], casada com Soeiro Mendes de Tougues "o Facha".